# Nixonova doktrína

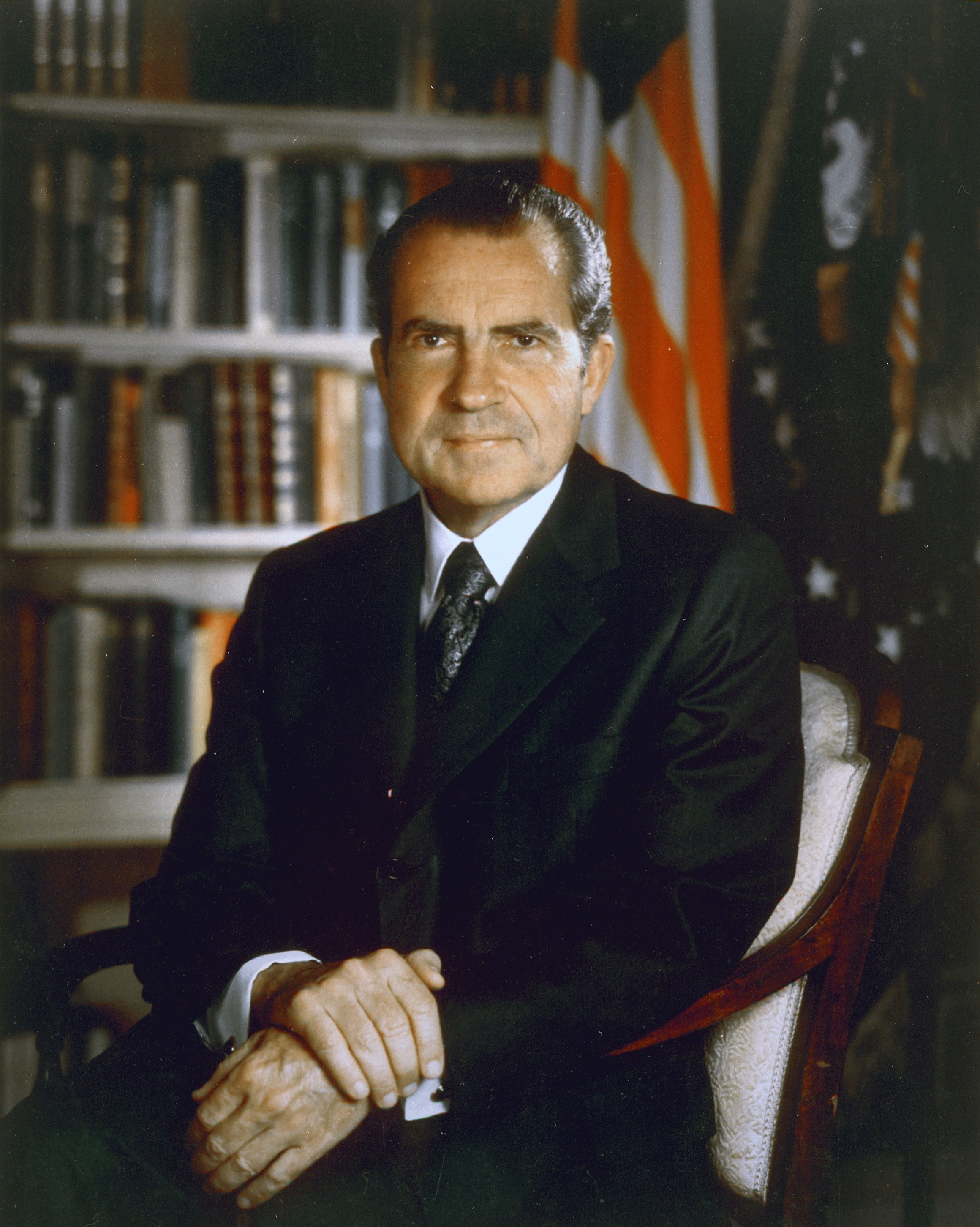
Richard Nixon

Nixonova doktrína nebo také Doktrína z Guamu byla vyslovena na tiskové konferenci na Guamu 25. července 1969 v projevu tehdejšího amerického prezidenta Richarda Nixona. Nixon v ní prezentoval požadavek, že Spojené státy od této chvíle očekávají od svých spojenců, že povedou případné lokální války bez účasti USA. Doktrína měla prosadit myšlenku, že dosahování míru je možné vytvářením přátelských vztahů s americkými spojenci.
V listopadu tohoto roku doktrínu specifikoval v projevu k národu v souvislosti s válkou ve Vietnamu takto:
- Spojené státy se budou pevně držet svých smluvních závazků.
- Spojené státy zabezpečí štít v případě, že jaderná mocnost ohrozí svobodu národa, spojenců Spojených států nebo národa, jehož přežití je klíčové pro bezpečnost Spojených států.
- V případech jiného typu agrese, zabezpečí Spojené státy vojenskou a ekonomickou pomoc, pokud o to budou požádány ve smyslu svých mezinárodních závazků. Budeme ale především dbát o to, aby národ přímo ohrožený agresí převzal zodpovědnost za zabezpečení armádních sil pro svoji obranu.

Doktrína směřovala především k zamezení neefektivní vojenské angažovanosti USA ve světle tehdy probíhající války ve Vietnamu. Doktrína se realizovala například pomocí Íránu a Saúdské Arábie na zabezpečení stability v regionu Perského zálivu. Současnými médii bývá dávána do protikladu k doktríně Bushovy administrativy.